# Open mondial de snooker 2010
L'Open mondial 2010 est un tournoi de snooker classé comptant pour la saison 2010-2011. L'épreuve s'est tenue du 18 au 26 septembre 2010 au S.E.C.C. de Glasgow, en Ecosse. Elle est organisée par la WPBSA et parrainée par la société écossaise 12bet.com. 
L'événement compte un total de 128 participants, dont 64 dans le tableau final. Il est le premier tournoi majeur de la saison. Le vainqueur remporte une dotation de 100 000 £.
Le tenant du titre est Neil Robertson. Il récidive en battant en finale Ronnie O'Sullivan.

## Dotation
La répartition des prix est la suivante :
- Vainqueur : 100 000 £
- Finaliste : 40 000 £
- Demi-finaliste : 20 000 £
- Quart de finaliste : 12 500 £
- 8èmes de finale : 7 500 £
- 16èmes de finale : 5 000 £
- 32èmes de finale : 2 500 £
- 64èmes de finale : 1 500 £
- Meilleur break (qualifications) : 500 £
- Meilleur break (phases finales) : 4 000 £
- Dotation totale : 502 500 £

## Finale
| Finale au meilleur des 9 manches Arbitre : Eirian Williams |                          |                          |
| Ronnie O'Sullivan Angleterre                               | 1 - 5 ( - )              | Neil Robertson Australie |
| 0 72                                                       | Centuries Meilleur break | 1 107                    |
| Neil Robertson remporte l'Open mondial 2010.               |                          |                          |

## Référence
1. ↑  (en) Dotation de l'Open mondial 2010 (worldsnooker.com)